# Vulcão subglacial

Esquema do mecanismo eruptivo de um vulcão subglacial.

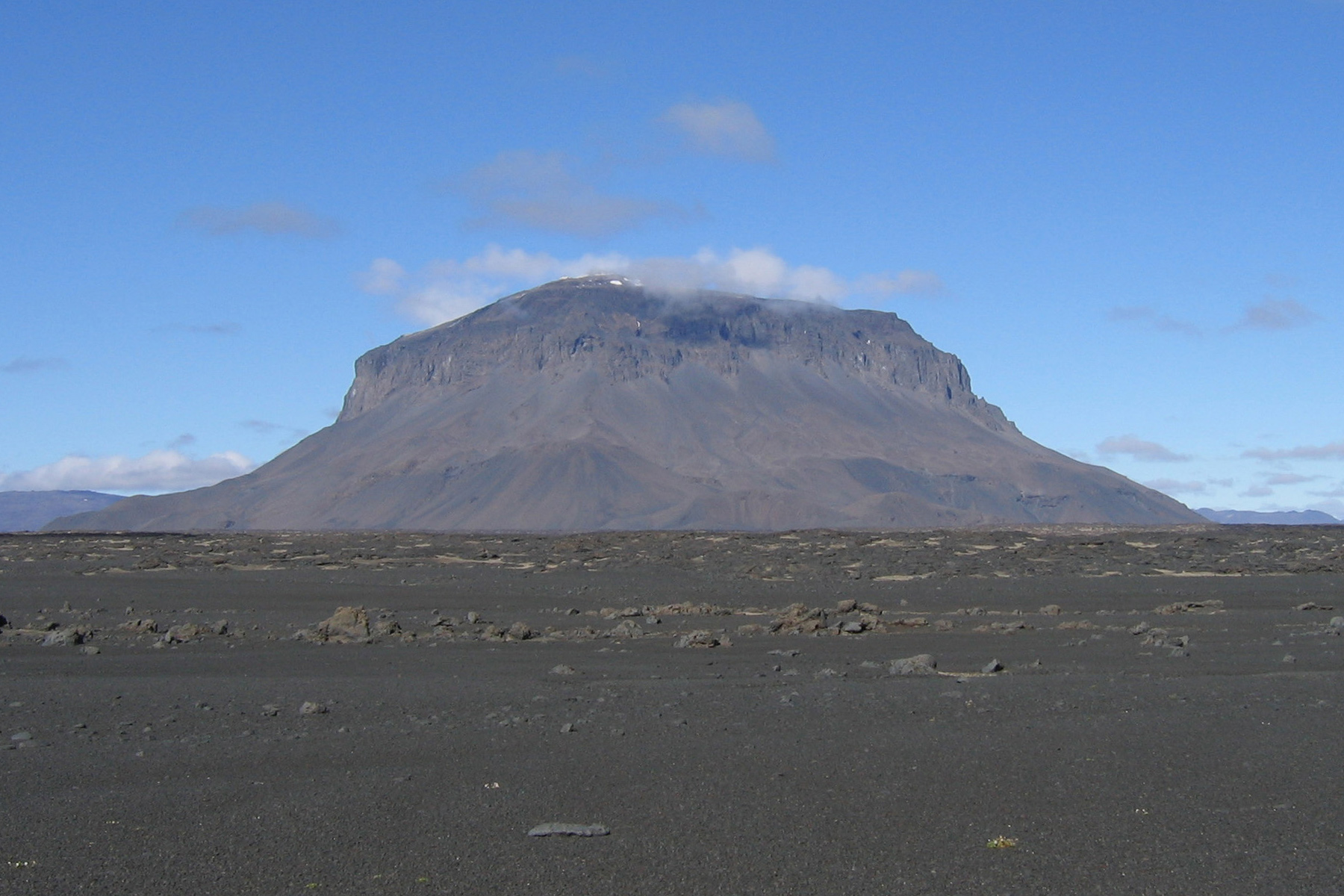
O vulcão Herðubreið (Islândia), uma tuya formada por uma erupção subglacial, com o topo plano e os flancos muito íngremes.

Vulcão subglacial, por vezes designado por glaciovulcão, é uma forma vulcânica produzida pela erupção de um vulcão quando esta ocorre por debaixo da superfície de um glaciar ou camada de gelo. No decurso da erupção, o gelo é derretido pelo calor libertado pela erupção, formando um lago cuja água em contacto com a lava produz erupções de grande explosividade e com emissão de grandes volumes de tefra. Este tipo de erupções são comuns na Islândia e Antártida e formações deste tipo, mais antigas, estão presentes também na Columbia Britânica e no Yukon (Canadá).

## Descrição
Durante a erupção, o calor da lava do vulcão subglacial derrete o gelo sobrejacente. A água produzida pela fusão do gelo arrefece rapidamente, a lava, resultando na formação de lava em travesseiro (pillow lava), com formas semelhantes às produzidas pelos vulcões subaquáticos. Quando os blocos de pillow lava quebram e rolam pelas encostas do vulcão, formam-se brechas, tufos e hialoclastitos. A água resultante do degelo pode ser libertado por debaixo do gelo, como aconteceu no Islândia em 1996 quando a caldeira do Grímsvötn entrou em erupção, derretendo 3 km cúbicos de gelo e dando origem a uma grande inundação por rebentamento de um lago glacial (um jökulhlaup em islandês).
A geomorfologia dos vulcões subglaciais tende a ser bastante característica e invulgar, com o topo achatado e encostas muito inclinadas, resultado de terem sido suportadas contra o colapso durante a sua formação pela pressão do gelo e da água de degelo circundante. Se o vulcão eventualmente derrete completamente a camada de gelo, ficando aberto para a atmosfera, em seguida a lava é depositada em escoadas sub-horizontais, e o topo do vulcão assume uma forma quase nivelada. No entanto, se quantidades significativas de lava são posteriormente ejectadas por erupções subaéreas, o vulcão pode assumir uma forma cónica mais convencional. No Canadá são conhecidos vulcões de origem subglacial que formaram tanto formas quase niveladas como formas cónicas semelhantes às dos vulcões subaéreos.
Quando os vulcões subglaciais assumem formas distintamente achatadas e com lados íngremes recebem a designação de tuyas, termo geomorfológico criado pelo geólogo canadiano Bill Mathews em 1947 a partir do topónimo Tuya Butte, uma elevação situada no norte da Colúmbia Britânica que foi identificada como originada por uma erupção subglacial. Na Islândia, estas elevação são também conhecidos como montanhas-mesa.
As erupções subglaciais causam frequentemente grandes cheias, conhecidas pela palavra islandesa jökulhlaups, provocando grandes inundações de água, gelo e lama. Em Novembro de 1996, o vulcão Grímsvötn, localizado por debaixo da camada de gelo do Vatnajökull, entrou em erupção e causou uma jökulhlaup que afectou mais de 750 km2 de território e destruiu ou danificou gravemente várias pontes.
Durante as eras glaciais, inundações desse tipo com origem no Lago Missoula produziram descargas com caudal estimado superior a 17 × 106 m3/s que inundaram um terço do leste estado de Washington.
Uma erupção subglacial ocorrida há cerca de 2 200 anos na Antártida formou uma estrutura que é detectável em imagens radar da superfície da calota polar. Numa das maiores erupções dos últimos 10 000 anos, cinzas vulcânicas foram encontradas depositadas sobre a superfície dos gelos das Montanhas Hudson, próximo do Glaciar de Pine Island.
É possível identificar as grandes erupções subglaciais através da análise de carotes de gelo que cubram largos períodos de tempo, como é caso do carote recolhido em Vostok. As erupções subglaciais são identificadas pela presença de camadas com elevada concentração de NO−
3 e SO2−
4.